# Roy Kwong
Roy Kwong Chun-yu (鄺俊宇), né le 9 février 1983, est un homme politique et romancier hongkongais.

## Biographie
Membre du Parti démocrate, il est élu au Conseil législatif de Hong Kong en 2016. Il démissionne le 11 novembre 2020 avec les quatorze derniers députés pro-démocratie à la suite de l'évincement de quatre députés pro-démocratie le même jour par le gouvernement central chinois,. Le 6 janvier 2021, il est arrêté du fait de la nouvelle loi sur la sécurité nationale de Hong Kong. Il est libéré le lendemain.
Il est par ailleurs écrivains spécialisés dans les histoires romantiques. Il a publié sept romans. Son style particulier a beaucoup été imité et est surnommé le « style Kwong ». Le 21 octobre 2021, il est disqualifié des élections avec quinze autres candidats pro-démocratie,.